# Yogi Berra Stadium
 (mars 2025).
Le Yogi Berra Stadium est un stade de baseball de la municipalité américaine de Little Falls, dans le New Jersey. Il est situé sur le campus de l'Université d'État de Montclair.
Il est depuis 1998 le domicile des Jackals du New Jersey, club professionnel évoluant dans la Frontier League et des Red Hawks, équipe de l'Université d'État de Montclair.
Il a une capacité de 5 000 personnes dont 3 784 personnes sont assises. Le stade est baptisé du nom du joueur Yogi Berra, ancien joueur de la ligue majeure de baseball.